# Алескер, Семён Викторович
Семён Викторович Але́скер (род. 16 июля 1972, Москва) — израильский математик. Профессор Тель-Авивского университета.

## Биография
В 1989—1992 годах учился на механико-математическом факультете Московского государственного университета. Диссертацию доктора философии защитил в 1999 году в Тель-Авивском университете под руководством Виталия Мильмана.
Лауреат Премии Европейского математического общества (2000) и Премии Эрдёша (2004).
Основные труды в области выпуклой и интегральной геометрии.
Жена — Маша Алескер (урождённая Крылова), химик и материаловед (Университет имени Бар-Илана).

## Публикации
- Semyon Alesker, Joseph H.G. Fu. Integral Geometry and Valuations. New Structures on Valuations and Applications. Birkhäuser Basel — Springer Basel, 2014. — 120 pp.
- Semyon Alesker. Introduction to the Theory of Valuations. American Mathematical Society, 2018. — 83 pp.